# Sverdlovskspoorlijn

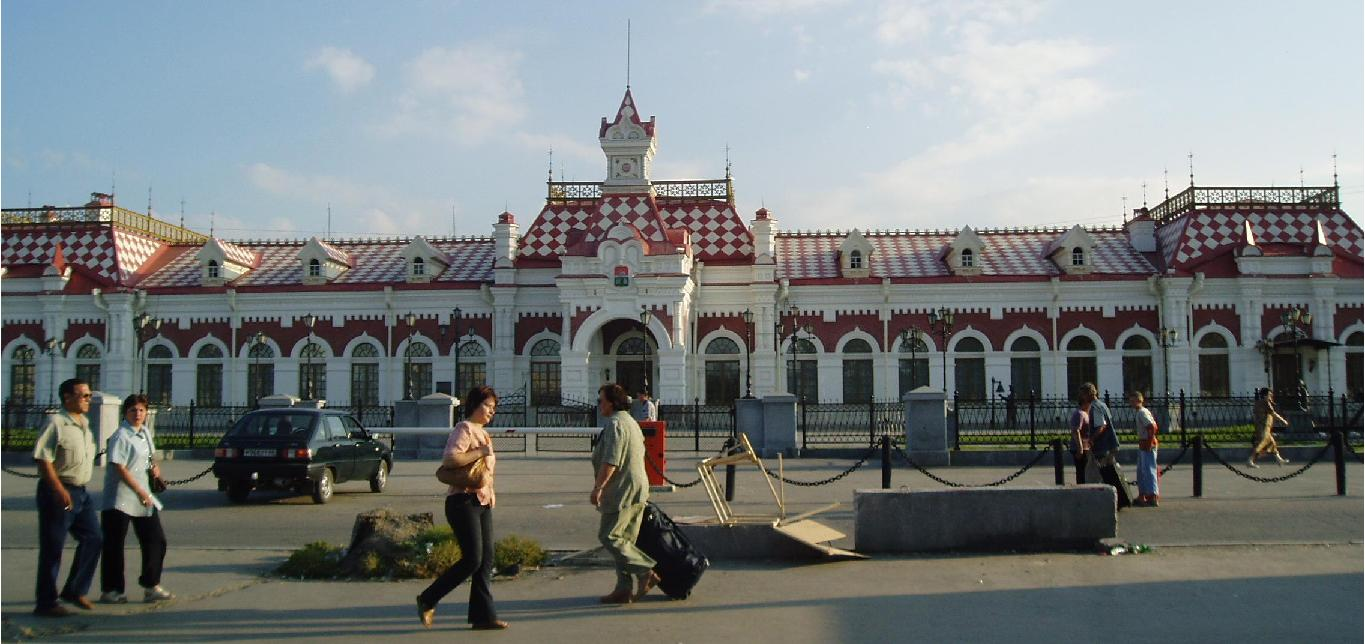
Het oude stationsgebouw van Jekaterinenburg, dat werd voltooid in 1881, was tot 1910 het hoofdgebouw van het spoorwegstation van Jekaterinenburg. Het huidige hoofdgebouw bevindt zich aan de rechterhand

De Sverdlovskspoorlijn (Russisch: Свердловская железная дорога (СвЖД), [Sverdlovskaja zjeleznaja doroga] (SvZjD)) is een Russische spoorlijn die zich bevindt in het gebied van de Noordwestelijke en Centrale Oeral en Oedmoertië. Over de spoorlijn vindt het transport plaats tussen de noordwestelijke en centrale gedeelten van Europees Rusland en Siberië, Kazachstan en het Russische Verre Oosten. Het bestuur van de spoorlijn bevindt zich in Jekaterinenburg. Hiernaast zijn er afdelingen in Perm, de oblast Sverdlovsk, Nizjni Tagil, Tjoemen en Soergoet. De spoorlijn grenst aan de Gorkispoorlijn, Zuid-Oeralspoorlijn en de West-Siberische spoorlijn.
In 1990 bedroeg de lengte van de in gebruik zijnde gedeelten van de spoorlijn 7147 kilometer, waarvan 3653,5 kilometer was geëlektrificeerd. Binnen de oblast Sverdlovsk is een wijdvertakt netwerk van spoorverbindingen aanwezig voor de mijnbouw, bosbouw en de fabricage van constructiematerialen. Aan de spoorlijn zijn 13 rangeerterreinen verbonden.

## Geschiedenis
De eerste spoorlijn werd aangelegd naar de oblast Sverdlovsk van 1874 tot 1878 en liep van Perm naar Jekaterinenburg. Deze lijn werd de mijnbouw-metallurgische lijn van de Oeral (уральская горнозаводская линия) genoemd en is nu onderdeel van de trans-Siberische spoorlijn.
De lijn werd in de Sovjetperiode bekroond met de Orde van Lenin (1978) en de Orde van de Oktoberrevolutie (1989).
In 2007 werd begonnen met een operatie om al het achterstallig onderhoud weg te werken. In mei 2007 werd bekendgemaakt dat bijna 40% van de spoorlijn zich op dat moment in zeer slechte staat bevond en nodig moest worden gerepareerd.